# Original Soundtracks 1
Original Soundtracks 1 (também conhecido como Original Soundtracks) é um álbum de 1995 gravado pela banda U2 e por Brian Eno, como um projeto paralelo, sob o pseudônimo de Passengers. É um conjunto de canções escritas em sua grande parte para filmes imaginários (com a exceção sendo canções para Ghost in the Shell, Miss Sarajevo e Al di là delle nuvole).

## Faixas
Todas as letras escritas por Passengers (Brian Eno, Bono, Adam Clayton, The Edge e Larry Mullen, Jr.). 
| N.º            | Título                                                    | Do filme                         | Duração |  |
| 1.             | "United Colours"                                          | United Colours of Plutonium      | 5:31    |  |
| 2.             | "Slug"                                                    | Slug                             | 4:41    |  |
| 3.             | "Your Blue Room"                                          | Par-delà les nuages              | 5:28    |  |
| 4.             | "Always Forever Now"                                      | Always Forever Now               | 6:24    |  |
| 5.             | "A Different Kind of Blue"                                | An Ordinary Day                  | 2:02    |  |
| 6.             | "Beach Sequence"                                          | Par-delà les nuages              | 3:25    |  |
| 7.             | "Miss Sarajevo" (Com a participação de Luciano Pavarotti) | Miss Sarajevo                    | 5:41    |  |
| 8.             | "Ito Okashi" (com Holi)                                   | Ito Okashi / Something Beautiful | 3:25    |  |
| 9.             | "One Minute Warning"                                      | Ghost in the Shell               | 4:40    |  |
| 10.            | "Corpse (These Chains are Way too Long)"                  | Gibigiane / Reflections          | 3:35    |  |
| 11.            | "Elvis Ate America" (com Howie B)                         | Elvis Ate America                | 2:59    |  |
| 12.            | "Plot 180"                                                | Hypnotize (Love Me 'til Dawn)    | 3:41    |  |
| 13.            | "Theme from the Swan"                                     | The Swan                         | 3:24    |  |
| 14.            | "Theme from Let's Go Native"                              | Let's Go Native                  | 3:07    |  |
| Duração total: | Duração total:                                            | Duração total:                   | 58:03   |  |

| Faixa bônus (UK e Japão) |                                                                            |                                |         |  |
| N.º                      | Título                                                                     | Do filme                       | Duração |  |
| 15.                      | "Bottoms (Watashitachi No Ookina Yume) (Zoo Station Remix)" (instrumental) | Gravado no estúdio com Bottoms | 4:11    |  |
| Duração total:           | Duração total:                                                             | Duração total:                 | 62:14   |  |

## Paradas musicais
| Paradas (1995)     | Melhor posição |
| ------------------ | -------------- |
| Austrália          | 11             |
| Áustria            | 40             |
| Bélgica (Flanders) | 35             |
| Bélgica (Valônia)  | 14             |
| Canadá             | 15             |
| Países Baixos      | 38             |
| Nova Zelândia      | 9              |
| Suécia             | 28             |
| Reino Unido        | 12             |
| Billboard 200      | 76             |

## Equipe e colaboradores
- Bono – vocal
- The Edge – guitarra, Teclado, vocal
- Adam Clayton – Baixo
- Larry Mullen, Jr. – Bateria
- Brian Eno – estratégias, sequênciador, teclados, backing vocal, guitarra, mixagem, produção